# Denis Tjerysjev
Denis Dmitrijevitj Tjerysjev (russisk: Денис Дмитриевич Черышев, tr. Denis Dmitrijevitj Tjerysjev; født 26. december 1990 i Nisjnij Novgorod, Sovjetunionen), er en russisk fodboldspiller (kantspiller), der spiller for Villarreal i den spanske La Liga.

## Klubkarriere
Tjerysjev flyttede som barn til Spanien, hvor han blandt andet var tilknyttet Real Madrids ungdomsakademi. Han debuterede for klubben på seniorplan i 2009, for andetholdet Castilla. I de følgende fire år spillede han mere end 100 ligakampe for Castilla, inden han blev rykket op på førsteholdet.
I perioden 2013-2016 var Tjerysjev i flere perioder udlejet fra Real Madrid, til henholdsvis Sevilla, Villarreal og Valencia. Han nåede kun at spille enkelte kampe for Real Madrid. En af hans få optrædener for klubben var en Copa del Rey-kamp mod Cádiz 2. december 2015, hvor Tjerysjev endte med at trække en del overskrifter. Han var nemlig ikke spilleberettiget til kampen, men da Real Madrid ikke var klar over dette, sendte de ham i aktion i opgøret, hvilket efterfølgende endte med at Real Madrid blev diskvalificeret fra turneringen.
I sommeren 2016 skiftede Tsjerysjev til Villarreal CF.

## Landshold
Tsjerysjev debuterede for Ruslands landshold 14. november 2012 i en venskabskamp mod USA. Han blev udtaget til den russiske trup til VM 2018 på hjemmebane.